# Ballonfiësta Barneveld
De Ballonfiësta Barneveld is een jaarlijks terugkerend evenement dat gehouden wordt op de Koeweide, gelegen in het Schaffelaarsebos, achter Huize De Schaffelaar in het dorp Barneveld. Tijdens het evenement stijgen ongeveer 35 luchtballonnen op en worden er verschillende nevenactiviteiten georganiseerd  
De Ballonfiësta werd in 1982 voor het eerst gehouden en georganiseerd door Ben Bläss en de ballonvaarder Hans Zoet. Het was niet alleen het eerste ballonfiësta in Nederland maar ook de plek waar de eerste parachutesprongen uit een ballonmand plaatsvonden. 
De organisatie was toen in handen van de Stichting Ballonsport Barneveld (SBB), die negentien keer een Ballonfiësta organiseerde. De SBB gelastte het feest in 2003 af wegens geldgebrek, vooral omdat sponsoren afhaakten. SBB voerde verder aan dat de economische recessie en de uitbraak van vogelpest hen parten had gespeeld. De stichting is in hetzelfde jaar opgeheven.
De in 2003 opgerichte Stichting Internationale Ballonfiësta Barneveld (SIBB) nam toen het stokje over en heeft als doel om, via het organiseren van een Ballonfiësta, fondsen te werven voor lokale maatschappelijke doelen. Voor het aandragen van ideeën over sociaal maatschappelijke goede doelen worden o.a. de plaatselijke belangenverenigingen van de 9 kerndorpen van de gemeente Barneveld: Barneveld, De Glind, Terschuur, Zwartebroek, Voorthuizen, Garderen, Kootwijk, Stroe en Kootwijkerbroek, jaarlijks schriftelijk uitgenodigd. In het tweede kwartaal van elk jaar maakt het bestuur de gekozen goede doelen bekend.
Tijdens de corona pandemie in 2020 en 2021 kon de ballonfiësta niet doorgaan. in 2022 werd het weer voor het eerst gehouden. Tijdens de editie in 2024 stegen er 40 ballonen op ter ere van het 40 jarig jubileum. De editie van 2025 vind plaats van 27 tot en met 30 augustus 2025.

## Galerij

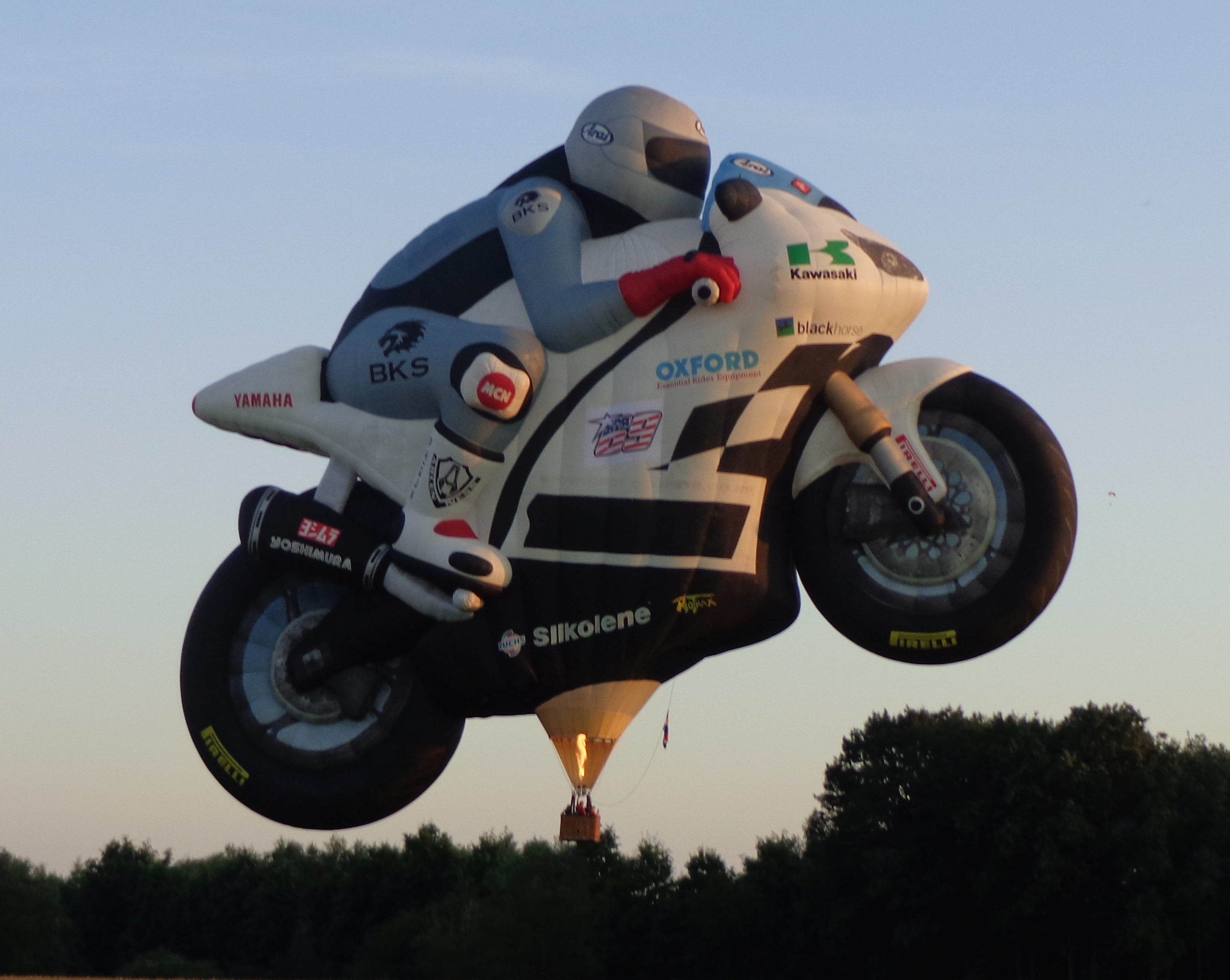
motor ballon
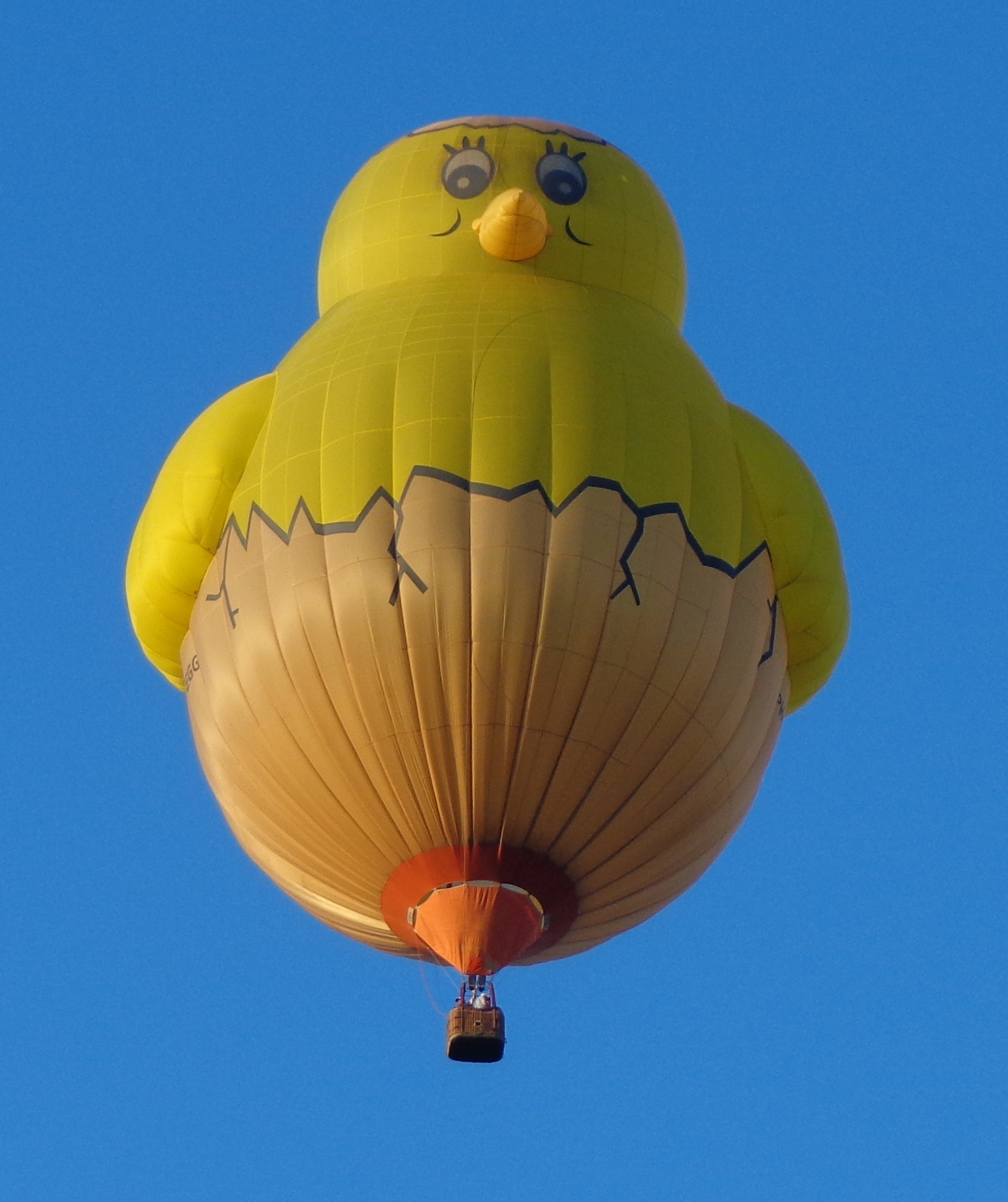
PH-EGG het kuiken van Barneveld
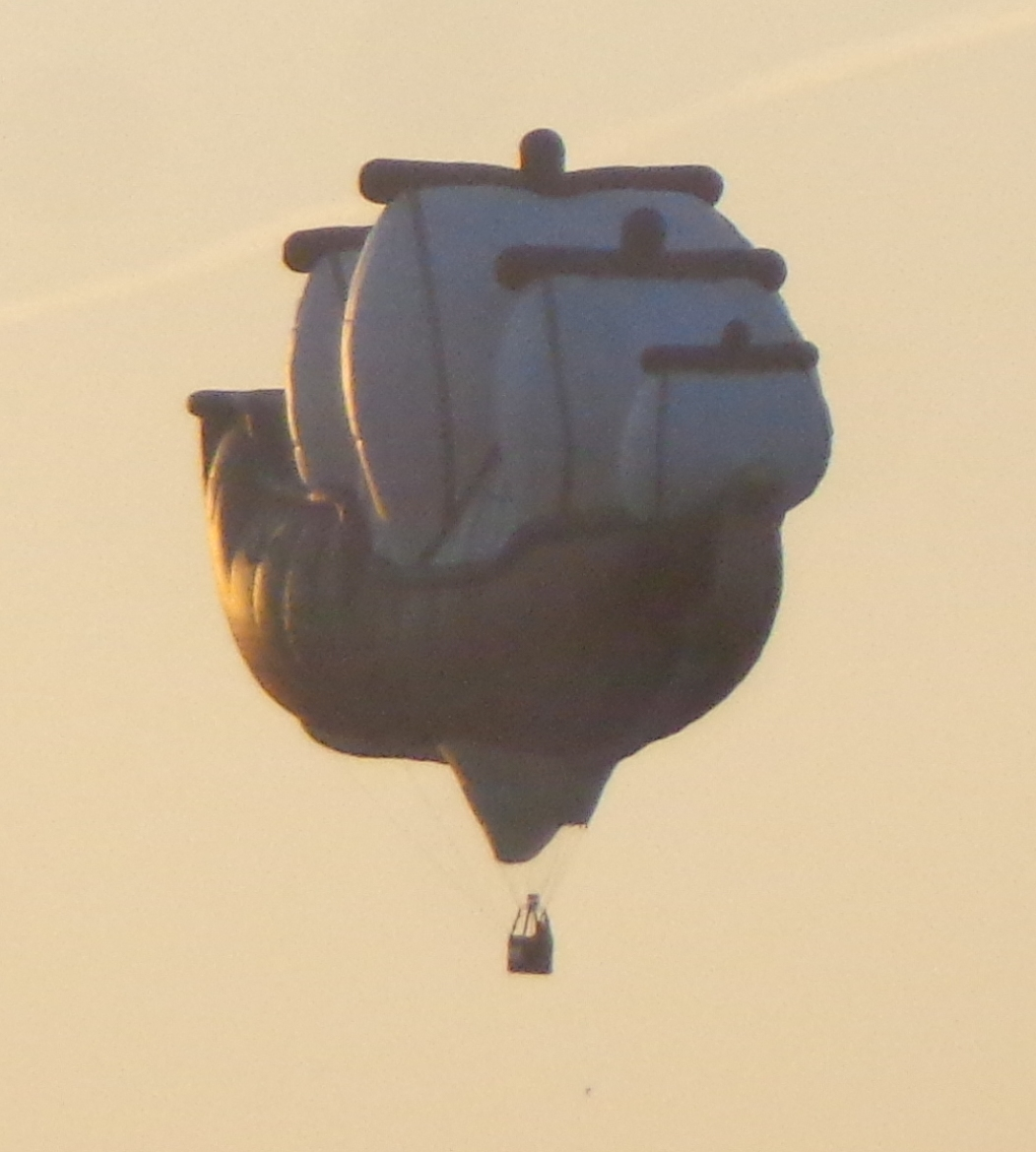
de vliegende hollander